# Solitone di Davydov

Dinamica quantistica di un solitone di Davydov.

Un solitone di Davydov è una quasiparticella quantica indicante un'eccitazione che si propaga lungo l'ammide I auto-intrappolato dell'α elica della proteina.  È una soluzione dell'operatore hamiltoniano di Davydov. Il modello di Davydov descrive l'interazione delle vibrazioni dell'ammide con i legami idrogeno che stabilizzano l'α elica delle proteine. Le eccitazioni elementari all'interno dell'α elica sono fornite dai fononi che corrispondono alle oscillazioni deformazionali del reticolo, e dagli eccitoni che descrivono le eccitazioni interne dell'ammide I del gruppo peptide. Facendo riferimento alla struttura atomica di una regione dell'α elica della proteina, il meccanismo che crea il solitone di Davydov (polarone, eccitone) può essere descritto come segue: l'energia vibrazionale degli oscillatori di stretching di C=O (o ammide I) localizzata sull'α elica agisce attraverso un effetto di accoppiamento fononico per distorcere la struttura dell'α-elica, mentre la distorsione elicoidale reagisce di nuovo attraverso l'accoppiamento dei fononi per intrappolare l'energia oscillatoria dell'ammide I impedendone la sua dispersione. Questo effetto è chiamato auto-localizzazione o auto-intrappolamento. I solitoni in cui l'energia viene distribuita in modo da preservare la simmetria elicoidale sono dinamicamente instabili, e tali solitoni simmetrici una volta che si sono formati, quando si propagano, decadono rapidamente. D'altra parte, un solitone asimmetrico, che spontaneamente rompe le simmetrie locali traslazionali ed elicoidali, possiede l'energia minore ed è una solida entità localizzata.
L'hamiltoniana di Davydov è formalmente simile all'hamiltoniana di Fröhlich-Holstein per l'interazione di elettroni con un reticolo polarizzabile. Perciò l'hamiltoniana dell'operatore di energia {\displaystyle {\hat {H}}} è
{\displaystyle {\hat {H}}={\hat {H}}_{\text{qp}}+{\hat {H}}_{\text{ph}}+{\hat {H}}_{\text{int}}}
dove {\displaystyle {\hat {H}}_{\text{qp}}} è l'hamiltoniana della quasiparticella (eccitone), che descrive il moto delle eccitazioni dell'ammide I tra siti adiacenti; {\displaystyle {\hat {H}}_{\text{ph}}} è l'hamiltoniana del fonone, che descrive
le vibrazioni del reticolo cristallino; e {\displaystyle {\hat {H}}_{\text{int}}} è l'hamiltoniana di interazione, la quale descrive l'interazione dell'eccitazione dell'ammide I con il reticolo.
L'hamiltoniana della quasiparticella (eccitone)  {\displaystyle {\hat {H}}_{\text{qp}}} è:
{\displaystyle {\hat {H}}_{\text{qp}}=} {\displaystyle \sum _{n,\alpha }E_{0}{\hat {A}}_{n,\alpha }^{\dagger }{\hat {A}}_{n,\alpha }} {\displaystyle -K\sum _{n,\alpha }\left({\hat {A}}_{n,\alpha }^{\dagger }{\hat {A}}_{n+1,\alpha }+{\hat {A}}_{n,\alpha }^{\dagger }{\hat {A}}_{n-1,\alpha }\right)} {\displaystyle +L\sum _{n,\alpha }\left({\hat {A}}_{n,\alpha }^{\dagger }{\hat {A}}_{n,\alpha +1}+{\hat {A}}_{n,\alpha }^{\dagger }{\hat {A}}_{n,\alpha -1}\right)}
dove:
- l'indice {\displaystyle n=1,2,\cdots ,N} calcola i gruppi del peptide lungo la dorsale dell'{\displaystyle \alpha }-elica
- l'indice  {\displaystyle \alpha =1,2,3} calcola ogni dorsale dell'{\displaystyle \alpha }-elica
- {\displaystyle E_{0}=32.8\;\mathrm {zJ} } è l'energia della vibrazione dell'ammide I (stretching {\displaystyle {\ce {CO}}}) (nell'unità di misura, il prefisso {\displaystyle \mathrm {z} } sta per zepto e la lettera {\displaystyle \mathrm {J} } indica il Joule)
- {\displaystyle K=0.155\;\mathrm {zJ} } è l'energia di accoppiamento dipolo-dipolo tra un legame particolare di ammide I e quelli davanti e dietro lungo la dorsale stessa
- {\displaystyle L=0.246\;\mathrm {zJ} } è l'energia di accoppiamento dipolo-dipolo tra un legame particolare di ammide I e quelli sulle dorsali adiacenti nella stessa unità cellulare della α elica della proteina
- {\displaystyle {\hat {A}}_{n,\alpha }^{\dagger }} e {\displaystyle {\hat {A}}_{n,\alpha }} sono rispettivamente gli operatori di creazione e annichilazione del bosone per una quasiparticella del gruppo peptide {\displaystyle n,\alpha }.[6][7]

L'hamiltoniana del fonone {\displaystyle {\hat {H}}_{\text{ph}}} è
{\displaystyle {\hat {H}}_{\text{ph}}={\frac {1}{2}}\sum _{n,\alpha }\left[w({\hat {u}}_{n+1,\alpha }-{\hat {u}}_{n,\alpha })^{2}+{\frac {{\hat {p}}_{n,\alpha }^{2}}{M}}\right]}
dove:
- {\displaystyle {\hat {u}}_{n,\alpha }} è l'operatore di spostamento dalla posizione di equilibrio del gruppo peptide {\displaystyle n,\alpha }
- {\displaystyle {\hat {p}}_{n,\alpha }} è l'operatore del momento del gruppo peptide {\displaystyle n,\alpha }
- {\displaystyle M} è la massa di ogni gruppo peptide
- {\displaystyle w=13\;-\;19\;Nm^{-1}} è un coefficiente di elasticità effettiva del reticolo (la costante di elasticità di un legame a idrogeno).

Infine, l'hamiltoniana dell'interazione {\displaystyle {\hat {H}}_{\text{int}}} è
{\displaystyle {\hat {H}}_{\text{int}}=\chi \sum _{n,\alpha }\left[({\hat {u}}_{n+1,\alpha }-{\hat {u}}_{n,\alpha }){\hat {A}}_{n,\alpha }^{\dagger }{\hat {A}}_{n,\alpha }\right]}
dove {\displaystyle \chi =35\;-62\;pN} è un parametro anarmonico che scaturisce dall'accoppiamento tra la quasiparticella (eccitone) e gli spostamenti del reticolo (fonone) e parametrizza la forza dell'interazione eccitone-fonone. Il valore di questo parametro per l'α elica è stato determinato tramite il confronto delle forme di linea di assorbimento calcolate teoricamente con quelle misurate sperimentalmente e dovrebbero essere considerate come la migliore stima aggiornata.
Le tecniche matematiche che sono utilizzate per analizzare il solitone di Davydov sono simili ad alcune sviluppate nella teoria del polarone. In questo contesto il solitone di Davydov corrisponde a un polarone che è (i) grande da giustificare l'approssimazione del limite, (ii) acustico perché l'auto-localizzazione sorge da interazioni con altri modi acustici del reticolo, e (iii) debolmente accoppiato perché l'energia anarmonica è piccola rispetto alla larghezza di banda dei fononi.
Il solitone di Davydov è una quasiparticella quantistica e obbedisce al principio di indeterminazione di Heisenberg. Pertanto, qualsiasi modello che non impone invarianza traslazionale è difettoso nella costruzione. La supposizione che il solitone di Davydov sia localizzato a 5 giri dell'α elica risulta nell'indeterminazione nella velocità {\displaystyle \Delta v=133{\frac {m}{s}}} del solitone, un fatto che è oscurato se si modella il solitone di Davydov come un oggetto classico.
Ci sono tre possibili approcci fondamentali verso il modello di Davydov: (i) la teoria quantistica, in cui sia la vibrazione (eccitoni) dell'ammide I che il movimento della posizione del reticolo (fononi) si comportano meccanicamente come quanti; (ii) la teoria mista quantistica-classica, in cui la vibrazione dell'ammide I è trattata meccanicamente in modo quantistico, ma il reticolo è classico; e (iii) la teoria classica, dove sia l'ammide I che i movimenti del reticolo sono trattati classicamente.